# بايك سيونغ مين
بايك سيونغ مين (12 مارس 1986 بسول في كوريا الجنوبية - ) هو لاعب كرة قدم كوري جنوبي في مركز الوسط. لعب مع تشونام دراغونز.

## وصلات خارجية
- بايك سيونغ مين على موقع الاتحاد الدولي (مؤرشف)  (الإنجليزية)
- بايك سيونغ مين على موقع دوري كوريا الجنوبية (الإنجليزية)
- بايك سيونغ مين على موقع قاعدة بيانات كرة القدم.إي يو (الإنجليزية)
- بايك سيونغ مين على موقع Soccerway.com (الإنجليزية)